# Казарго
Каза̀рго (на италиански: Casargo, на западноломбардски: Casarch, Казарк) е село и община в Северна Италия, провинция Леко, регион Ломбардия. Разположено е на 804 m надморска височина. Населението на общината е 833 души (към 2014 г.).